# 셔멍강

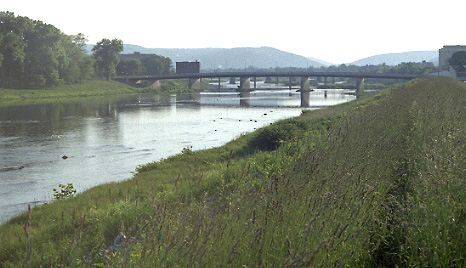
뉴욕 엘미라의 셔멍 강

셔멍강(Chemung River, /ʃəˈmʌŋ/)은 서스쿼해나 강의 지류로, 뉴욕주 중남부와 펜실베이니아주 북부를 흐른다. 강의 길이는 74.7 km이다. 뉴욕의 서든 티어에 있는 앨리거니 고원 북쪽의 산악 지역을 흘러간다. 이 강 계곡은 이 지역의 제조업의 중심지였지만, 20세기 말에 들어서 쇠퇴하고 있다.

## 개요
이 강은 스튜벤 카운티의 페인티드 포스트 근처에서 형성된다.